# Wilhelm Beye
Wilhelm Beye (* 27. Mai 1903 in Bielefeld; † 4. Mai 1975 in Geesthacht) war ein deutscher evangelischer Pfarrer und von 1933 bis zu seiner Absetzung 1934 Bischof der evangelisch-lutherischen Landeskirche in Braunschweig.
Beye trat zum 1. November 1930 der NSDAP bei (Mitgliedsnummer 352.065). Bereits vor Hitlers Ernennung zum Reichskanzler war er als Propagandaredner der NSDAP aktiv. Nach dem Sieg der NSDAP-nahen „Deutschen Christen“ bei der Kirchenwahl wurde er zum zweiten Bischof der Landeskirche.
Von 1955 bis zu seinem Ruhestand 1972 war er Pastor der Kirchengemeinde Grünhof-Tesperhude in Geesthacht.

## Weblink
- Der Kirchenkampf - „Deutsche Christen“ vs. „Bekennende Kirche“. In: bremerweb.de